# اچ‌ام‌اس پولیفموس (۱۸۸۱)
اچ‌ام‌اس پولیفموس (۱۸۸۱) (به انگلیسی: HMS Polyphemus (1881)) یک کشتی بود که طول آن ۲۴۰ فوت (۷۳ متر) بود. این کشتی در سال ۱۸۸۱ ساخته شد.